# Bungalotis
Bungalotis là một chi bướm ngày thuộc họ Bướm nâu.